# Inmaculada de la Fuente
Inmaculada de la Fuente González (Madrid 1954) es una periodista y escritora española que se dedica al periodismo desde 1977. Ha trabajado en varias publicaciones del Grupo Prisa como en El País Semanal y posteriormente en el diario El País.  Sus libros tratan del papel de la mujer española en la guerra y la posguerra. Obtuvo el Premio Nacional de Periodismo de España en 1985 en la modalidad de Reportajes y Artículos literarios.

## Trayectoria profesional
Licenciada en Historia Moderna y Contemporánea. En el campo de la ficción, ha publicado una novela titulada Años en fuga. Ha colaborado asimismo en varias publicaciones como Revista de Occidente, Bitzoc, Claves de la Razón Práctica, Barcarola y Tiempo de paz, con relatos, perfiles literarios y ensayos sociológicos o de divulgación histórica sobre la mujer, la educación sentimental, además de hacer una revisión sobre mujeres notables de la historia de España en el siglo XX.

## Publicaciones
Ha colaborado con numerosas revistas publicando artículos y libros con temas sociológicos e históricos narrando los más relevantes acontecimientos de la Historia de España en el siglo XX en varias publicaciones como Revista de Occidente, Bitzoc, Claves de la Razón Práctica, Barcarola y Tiempo de paz. Sus relatos y ensayos sociológicos incidiendo en la visión histórica sobre la mujer, la educación sentimental en la etapa de post guerra civil española. Además realizó numerosos perfiles literarios.
- Mujeres de la posguerra. De Carmen Laforet a Rosa Chacel. Historia de una generación publicado por Editorial Planeta en el año 2002
- La roja y la falangista. Dos perfiles de la España del 36, publicado por Editorial Planeta en el año 2006
- Una biografía de María Moliner  titulada El exilio interior. La vida de María Moliner, editorial Turner, 2011.[3]
- Ha participado también en la obra Historia de las mujeres de España y América Latina (Cátedra, 2006, tomo IV) con el capítulo “Escribir su propia historia”[4]
- Las republicanas «burguesas» (Punto de Vista Editores, 2015) en cuyo libro revisa la vida y obra de las mujeres españolas clave en la cultura española en el período de la república, tales como las pintoras Remedios Varo y  Ángeles Santos, arquitectas como Matilde Urcelay y escritoras como Josefina Carabias, María Moliner entre otras.[5] El nexo común lo forman su pasión por la libertad, la conciencia de ser pioneras.[6]
- La señora James (Papeles Mínimos Ediciones, 2017), libro de narrativa que reúne ocho relatos y una novela.[6]
- Inspiración y talento. Dieciséis mujeres del siglo XX, reúne y revisa la vida, obra y trayectoria de intelectuales de diferentes campos.[7][8] Todas ellas son mujeres transgresoras de su tiempo que defendieron la posición de la mujer, la importancia de sus acciones, la trascendencia de sus ideas y sus trayectorias como Carmen de Burgos, Sofía Casanova, Victoria Kent, Clara Campoamor, Margarita Nelken, María Teresa León, Elena Fortún, Dora Maar, Gerda Taro, Tina Modotti, Carmen Laforet, Pilar Miró, Carmen Díez de Rivera, Montserrat Roig, Carmen Alborch y Soledad Puértolas. Publicado en el año 2020, editado por Punto de vista editores ISBN: 978-84-18322-06-8.[9][10][11]
- En una entrevista sobre el libro Inspiración y talento afirma  “Yo no he querido hacer arqueología, he querido poner prototipos de mujer del siglo XX que de alguna manera todavía están presentes”.[10]
- En el campo de la ficción, ha publicado una novela titulada Años en fuga editado por El Acantilado en el año 2001.